# 小特里亚农宫
48°48′56″N 2°06′35″E / 48.815639°N 2.109675°E
小特里亚农宫（法語：Petit Trianon，法語發音：[pəti tʁijanɔ̃]）是一个小城堡，位法国凡尔赛凡尔赛宫的庭院。是由安热-雅克·加布里埃尔设计，18世纪洛可可风格、新古典主义风格，系路易十五为他的长期情妇庞巴度夫人，而下令于1762年到1768年修建。但是庞巴度夫人在其建成前四年就已去世，于是后来归属她的继任者杜巴利伯爵夫人。在1774年，20岁的路易十六登基后，将该城堡及其周围花园给了他19岁的王后玛丽·安托瓦内特，供其独家使用和享受。玛丽渴望逃脱禮儀和宫廷，他就给了她这个地方。

## 外部連結
- 官方网站
- Ancient Places TV: HD Video of The Queen's Hamlet at the Petit Trianon
- PDF from the manuscript R. Mique, Recueil des plans du Petit Trianon, 1786